# NGC 4928
NGC 4928 је спирална галаксија у сазвежђу Девица која се налази на NGC листи објеката дубоког неба.
Деклинација објекта је - 8° 5' 5" а ректасцензија 13h 3m 0,5s. Привидна величина (магнитуда) објекта NGC 4928 износи 12,7 а фотографска магнитуда 13,5. NGC 4928 је још познат и под ознакама MCG -1-33-75, IRAS 13004-0749, PGC 45052.